# Jean Richer

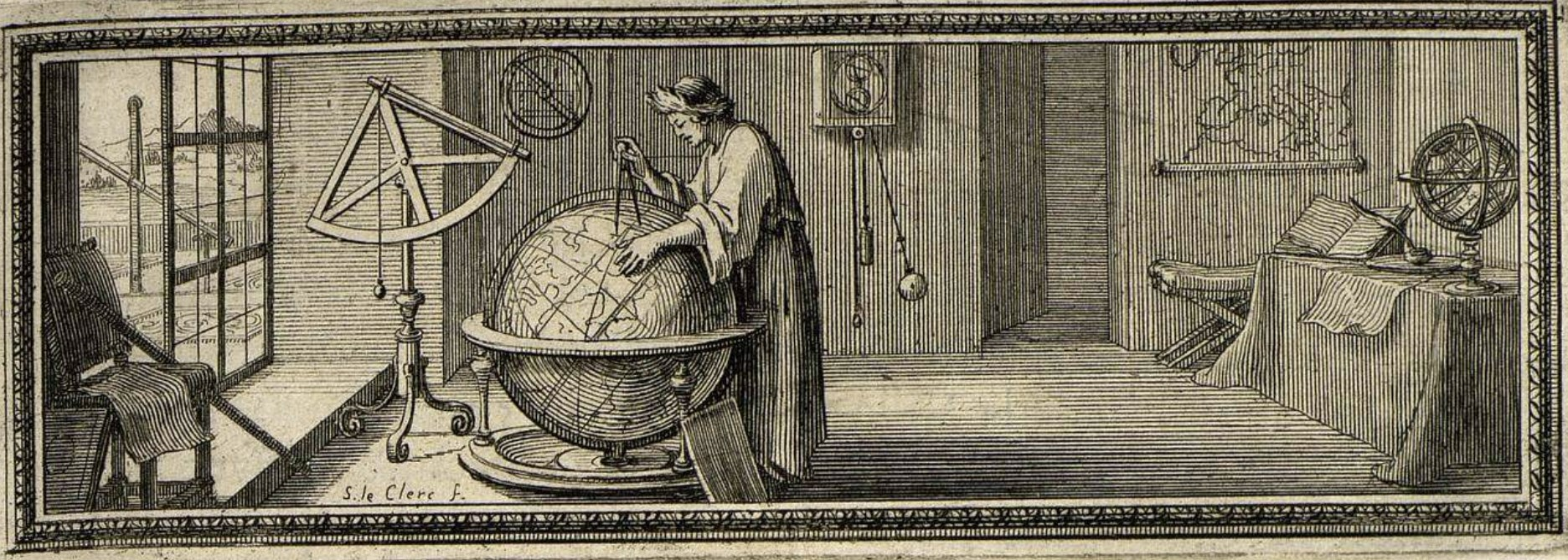
Osservazioni astronomiche e gravimetriche realizzate sull'isola di Caienna da Jean Richer, secondo un'incisione di Sébastien Leclerc.

Jean Richer (1630 – Parigi, 1696) è stato un astronomo francese. Sotto la direzione di Giovanni Cassini, è stato assistente presso l'Accademia francese delle scienze.

## Biografia
Tra il 1671 e il 1673 eseguì esperimenti e osservazioni celesti a Caienna, nella Guyana francese, su richiesta dell'Accademia di Francia. Le sue osservazioni e misurazioni di Marte durante la sua opposizione al perielio, insieme a quelle effettuate simultaneamente a Parigi da Cassini, portarono alla prima stima basata su dati della distanza tra la Terra e Marte, che furono poi utilizzati per calcolare la distanza tra il Sole e la Terra: l'unità astronomica. 
Mentre era lì, misurò anche la lunghezza del pendolo dei secondi, cioè un pendolo con una semioscillazione di un secondo, e trovò che era 1,25 linee (2,256 millimetri*) più corto che a Parigi. Il suo metodo consisteva nel confrontare l'oscillazione di un pendolo in decomposizione libera con il tempo misurato da un altro orologio meccanico e con le osservazioni astronomiche. Si potrebbe dire che Richer fu la prima persona a osservare un cambiamento nella forza gravitazionale sulla superficie della Terra, dando inizio alla scienza della gravimetria.
Per ottenere la differenza relativa nella frequenza del pendolo da questo numero, si noti che Richer fornisce la lunghezza del pendolo di Parigi come 3 piedi 8+1/3 linee, pari a 1321/3 linee (993,3 mm). La discrepanza di 1,25 linee è una differenza di lunghezza dello 0,28% e quindi una differenza di frequenza dello 0,14%. Poiché la lunghezza del pendolo dei secondi è proporzionale alla gravità locale, il risultato di Richer significa che la gravità locale è più debole dello 0,28% della gravità, o circa  {\displaystyle 0.028\mathrm {m/s} ^{2}}.
Isaac Newton in seguito commentò che se, come aveva proposto, la forza di gravità diminuisce con l'inverso del quadrato della distanza tra gli oggetti, l'ovvia conclusione che si può trarre dal lavoro di Richer è che la zona quasi equatoriale di Caienna è più lontana dal centro della Terra. di Parigi, dove furono effettuate le prime misurazioni di questo tipo. Pertanto la Terra non potrebbe essere sferica, come si era precedentemente ipotizzato, ma piuttosto rigonfia in corrispondenza e vicino all'equatore (rigonfiamento equatoriale). L'affermazione di Newton di una differenza di 2,5 minuti al giorno si traduce in una differenza di frequenza dello 0,17%, in giusto accordo con la misurazione di Richer.
Mentre Newton lo interpretò come dovuto all'oblatezza della Terra, Christiaan Huygens lo interpretò invece come dovuto alla forza centrifuga che riduce la gravità apparente all'equatore. Supponendo che la gravità effettiva sia costante  {\displaystyle g} attraverso la superficie della Terra, e la Terra è una sfera di raggio perfetto  {\displaystyle R} e velocità angolare  {\displaystyle \Omega }, quindi la gravità apparente alla latitudine  {\displaystyle \phi } è {\displaystyle g-\Omega ^{2}R\cos ^{3}(\phi )}. Parigi è alla latitudine 49° e Caienna è alla latitudine 5°, il che dà la differenza nella gravità apparente come {\displaystyle 0.024\mathrm {m/s} ^{2}}.
Il ritorno di Richer a Parigi nel 1673 fu debitamente celebrato e, quando i suoi dati furono riprodotti, i risultati per i quali lo ricordiamo poterono essere resi pubblici. Tuttavia, la pubblicazione fu ritardata, per cause sconosciute, fino al 1679, quando un'opera intitolata Observations Astronomiques et Physiques Faites en L'Isle de Caïenne par M. Richer, de l'Académie Royale des Sciences, fu pubblicata sotto il nome di Richer. Non molto tempo dopo fu assegnato a un progetto di ingegneria in Germania. Il resto della sua vita non è documentato. La maggior parte dei biografi ritiene che sia morto a Parigi nel 1696.